# Юмбель
Юмбель (ісп. Yumbel) — місто в Чилі. Адміністративний центр однойменної комуни. Населення - 8302 особи (2002). Місто і комуна входить до складу провінції Біобіо та регіону Біобіо.
Територія комуни – 727 км². Чисельність населення - 20 653 мешканців (2007). Щільність населення - 28,41 чол./км².

## Розташування
Місто розташоване за 57 км на південний схід від адміністративного центру області — міста Консепсьйон та за 40 км на північ від адміністративного центру провінції міста Лос-Анхелес.
Комуна межує:
- на півночі - з комуною Кільйон
- на сході - з комуною Кабреро
- на південному сході - з комуною Лос-Анхелес
- на півдні - з комуною Лаха
- на південному заході - з комуною Сан-Росендо
- на заході - з комуною Уалькі
- на північному заході - з комуною Флорида

## Демографія
Згідно з даними, зібраними під час перепису Національним інститутом статистики, населення комуни становить 20 653 особи, з яких 10 499 чоловіків та 10 154 жінки.
Населення комуни становить 1,04% від загальної чисельності населення регіону Біобіо. 47,33% належить до сільського населення та 52,67% - міське населення.

### Найважливіші населені пункти комуни
- Юмбель (місто) - 8302 мешканців
- Естасьйон-Юмбель (селище) — 2633 мешканців